# Warabimochi

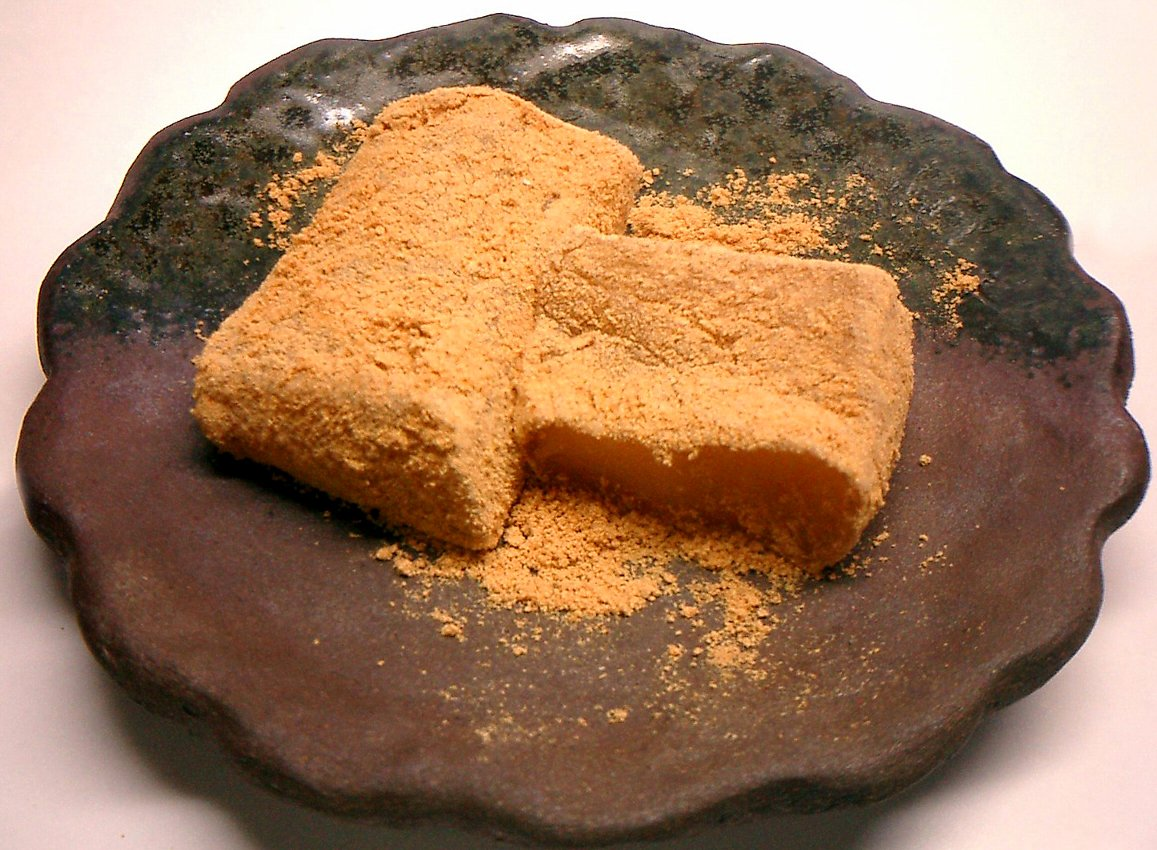
Warabimochi

Warabimochi (jap. 蕨餅) ist eine geleeartige japanische Süßigkeit in Form kleiner Klöße. Die Hauptzutaten sind Stärke aus Adlerfarn, Wasser und Zucker. Sie werden mit Kinako, einem Mehl aus Sojabohnen, bedeckt. Man isst sie besonders in den warmen Jahreszeiten in der Region Kinki. Traditionell werden sie, wie auch in China und in Korea, als Straßenimbiss angeboten und von Straßenhändlern verkauft, die oft ein traditionelles Lied dazu singen.　
In den letzten Jahren werden zunehmend Warabimochi verkauft, die mit Eiscreme gefüllt sind. Sie werden Yawamochi Ice (ヤワモチアイス, Yawamochi Aisu) genannt. Es ist ein Produkt der Firma Imuraya Seika K.K. (井村屋製菓株式会社, Imuraya Seika Kabushiki-gaisha)
Eine ähnliche Süßigkeit ist Kuzumochi.